# Mus caroli
Mus caroli là một loài động vật có vú trong họ Chuột, bộ Gặm nhấm. Loài này được Bonhote mô tả năm 1902.